# Bacó
Bacó es un municipio filipino de tercera categoría perteneciente a la provincia isleña de Mindoro Oriental en Tagalas Sudoccidentales. Con una extensión superficial de 216,23  km²,  tiene una población de 35.060 personas que habitan en 7.020 hogares. Su alcalde es  Graciano P. de la Chica.
Para las elecciones a la Cámara de Representantes está encuadrado en el Primer Distrito Electoral de esta provincia.

## Geografía
El municipio de Bacó se encuentra situado en la parte nororiental de la isla de Mindoro. Su término linda al norte con el paso de Isla Verde; al sur con los municipio de Santa Cruz y de Sablayán; al este con los municipios de Calapán y de Nauján; y al oeste con el de San Teodoro.
En la parte colindante al municipio de Santa Cruz habitan miembros de la etnia mangyan (Mangyan peoples).

## Barrios
El municipio  de Bacó se divide, a los efectos administrativos, en 27 barangayes o barrios, conforme a la siguiente relación:
| - Alag - Bangkatán - Burbuli - Catwirán I - Catwirán II | - Dulangán I - Dulangán II - Lumang Bayán - Malapad - Mangangán I | - Mangangán II - Mayabig - Pambisán - Pulang-Tubig | - Puticán-Cabulo - San Andrés - San Ignacio de Dulangán - Santa Cruz - Santa Rosa I | - Santa Rosa II - Tabón-Tabón - Tagumpay - Water - Baras (Minoría Mangyán) | - Bayanán - Lantuyang (Minoría Mangyán) - Población |

## Historia
Por Ley N º 3498, aprobada por el Congreso el 8 de diciembre de  1928,  San Teodoro, Bacó y Mansalay fueron declarados  municipios independientes.

## Patrimonio
Iglesia parroquial católica bajo la advocación de  la Santísima Trinidad. Forma parte del Vicariato de la Inmaculada Concepción en  la Vicaría Apostólica de Calapán sufragáneo  de la Arquidiócesis de Lipá.